# Ein unwiderstehlicher Mann

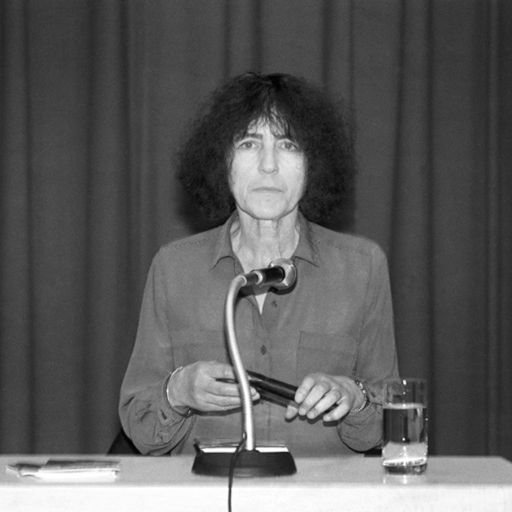
Gabriele Wohmann (1992)

Ein unwiderstehlicher Mann ist die erste Erzählung von Gabriele Wohmann, die gegen Ende 1956 entstand und im Folgejahr in den Akzenten erschien. Die erste Buchausgabe kam 1966 bei Langewiesche-Brandt heraus.

## Handlung
Die ledig gebliebene Ich-Erzählerin Marcelle, eine 39-jährige Französin, nennt sich ein „altjüngferliches Geschöpf“. Die Lehrerin lebt als US-Neuling isoliert in einer Kleinstadt im mittleren Westen und lehrt dort an einem College. Marcelle sucht ihre beste Freundin Brenda gelegentlich in Kalifornien auf und verliebt sich dort über beide Ohren in deren 37-jährigen Ehemann Allan Dennet. Der vielbeschäftigte Architekt nimmt die „absurde Liebesglut“ überhaupt nicht wahr.
In ihr neues Zuhause in den mittleren Westen längst zurückgekehrt, erhält Marcelle einen brieflichen Hilferuf der Freundin. Allan betrügt Brenda mit einer mageren Jugendlichen – der ein wenig verwildert aufgemachten Kostümzeichnerin und Bühnenbildnerin Sally. Sowohl Brenda als auch Sally sind von Allan schwanger. Marcelle soll nach Kalifornien kommen und die Richterin spielen.
Marcelle folgt dem Ruf und unterbreitet Allan ihre Vorschläge: Er soll sein uneheliches Kind adoptieren. Dann kann er zwei Kinder erziehen. Allan hält dagegen, er nimmt die Frau, die ihm ein Mädchen gebiert. Unsinn – wenn nun gleichgeschlechtliche Kinder zur Welt kommen?
Allan will, ganz außer sich, Sally haben, obwohl er „ein gutes, warmes Gefühl für“ Brenda hegt. Marcelle – die Allan immer noch abgöttisch liebt – fallen noch zwei Patentlösungen ein. Das Beste für die werdenden Mütter sei, Allan erschösse sich. Oder er solle beide Schwangere vergessen und sich eine dritte Frau nehmen.
Sally ist im kalifornischen Hause des Architekten während Marcelles Besuch auch anwesend. Jede der drei Frauen nimmt nach dem aufregenden Abend drei Beruhigungspillen und schläft durch. Am Morgen liegt Allan erschossen da: Suizid.
Brenda kommt über den Tod des Gatten hinweg und bringt Aline Dennet zur Welt. Sally findet einen Dummen, der gerne die Vaterschaft für die kleine Alice Turpin übernimmt.
Marcelle gibt sich Mitschuld am Tode ihres geliebten Allan, spricht sich aber in einem Atemzug Trost: Wenn sie auch stets Luft für Allan gewesen war, so habe sie doch einen kleinen Anteil an seinem Leben. Dieser bestehe in der „Schuld an seinem Tod“.

## Adaption
- 25. Januar 1972, BRD: Die Witwen oder Eine vollkommene Lösung, Fernsehspiel von Tom Toelle mit Heinz Bennent, Miriam Spoerri[5] und Ulli Philipp.[6]

## Rezeption
- Reich-Ranicki[7][8] verallgemeinert: Die Lehrerin Marcelle ist – wie die meisten Protagonistinnen Gabriele Wohmanns – enttäuscht von ihrem Leben.
- Im Mai 2002 wird Walter Hinck[9] im Zusammenhang mit der oben erwähnten filmischen Adaption des Textes an groteske Wendungen à la Dürrenmatt erinnert.
- 17. August 2012, Rose-Maria Gropp in der FAZ: Gabriele Wohmann: Eine souveräne Frau. Kurz und unbändig.

### Erste Buchausgabe
- Ein unwiderstehlicher Mann in: Gabriele Wohmann: Erzählungen. Langewiesche-Brandt, Ebenhausen 1966 (enthält noch: Wiedersehen in Venedig. Eine Okkasion. Eine großartige Eroberung. Die Klavierstunde. Die Schwestern. Zu Besuch. Die Fahrt. Ich Sperber. Die Verabredung. Große Leidenschaft. Ein Fall von Leichtsinn. Hamster, Hamster! Der Bruder. Heimlich). (Rowohlts Ausgabe Ein unwiderstehlicher Mann (rororo 1906) aus dem Jahr 1975 ist ein Nachdruck dieser ersten Buchausgabe)

### Ausgaben
- Ein unwiderstehlicher Mann in: Gabriele Wohmann: Ausgewählte Erzählungen aus zwanzig Jahren. Herausgegeben von Thomas Scheuffelen. Band 1 (1956–1963). 209 Seiten. Luchterhand (Sammlung Luchterhand 296), Darmstadt 1979 (2. Aufl. 1980), ISBN 3-472-61296-7 (enthält noch: Wiedersehen in Venedig. Eine Okkasion. Eine großartige Eroberung. Der Antrag. Die Klavierstunde. Das Morgengebet. Zu Besuch. Das dicke Wilhelmchen. Trinken ist das Herrlichste. In der Veranda. Sieg über die Dämmerung. Grün ist schöner. Im Irrgarten. Komm donnerstags. Ich Sperber. Mein Freund, das neue Jahr. Eine Schande für den Park. Denk immer an heut nachmittag. Wenn ich es vorschlage. Regensommer. Die Verabredung. Evas Besuch. Nur keine Aufregung. Der Report. Alberts Programm. Ein Fall von Leichtsinn. Die Lok)

### Verwendete Ausgabe
- Gabriele Wohmann: Ein unwiderstehlicher Mann. Erzählungen. 141 Seiten. Rowohlt (rororo 1906), Reinbek bei Hamburg 1979, ISBN 3-499-11906-4 (Lizenzgeber: Langewiesche-Brandt KG. 1966)  (enthält noch: Wiedersehen in Venedig. Eine Okkasion. Eine großartige Eroberung. Die Klavierstunde. Die Schwestern. Zu Besuch. Die Fahrt. Ich Sperber. Die Verabredung. Große Leidenschaft. Ein Fall von Leichtsinn. Hamster Hamster. Der Bruder. Heimlich)

### Sekundärliteratur
- Heinz Schöffler im Nachwort von Gabriele Wohmann: Treibjagd. Erzählungen (enthält noch: Ein schöner Tag. In einem Dorf wie unserm. Der Knurrhahn-Stil. Schöne Ferien. Die Krankheit zum Tode. Lesereisen). 88 Seiten. Reclam, Stuttgart 1970 (RUB 7912, Lizenzgeber Luchterhand), ISBN 3-15-007912-8
- Marcel Reich-Ranicki: Bitterkeit ohne Zorn. S. 56–61 in: Gabriele Wohmann. Materialienbuch. Einleitung von Karl Krolow. Bibliographie von Reiner Wohmann. Herausgegeben von Thomas Scheuffelen. Luchterhand, Darmstadt und Neuwied 1977, 150 Seiten, ISBN 3-472-61184-7
- Günter Häntzschel, Jürgen Michael Benz, Rüdiger Bolz, Dagmar Ulbricht: Gabriele Wohmann. Verlag C. H. Beck, Verlag edition text + kritik, München 1982, Autorenbücher Bd. 30, 166 Seiten, ISBN 3-406-08691-8